# ヴェヤーノ
ヴェヤーノ（伊: Vejano）は、イタリア共和国ラツィオ州ヴィテルボ県にある、人口約2,100人の基礎自治体（コムーネ）。

## 地理

### 位置・広がり
ヴィテルボ県南部のコムーネ。県都ヴィテルボから南へ23kmの距離にある。

#### 隣接コムーネ
隣接するコムーネは以下の通り。括弧内のRMはローマ県所属を示す。
- バルバラーノ・ロマーノ
- バッサーノ・ロマーノ
- ブレーラ
- カナーレ・モンテラーノ (RM)
- カプラーニカ
- オリオーロ・ロマーノ
- トルファ (RM)

### 気候分類・地震分類
ヴェヤーノにおけるイタリアの気候分類 (it) および度日は、zona E, 2113 GGである。
また、イタリアの地震リスク階級 (it) では、zona 2B (sismicità media)
zona 3A (sismicità bassa) に分類される。

## 姉妹都市
- サントルソ、イタリア